# Sikorsky S-64 Skycrane
Sikorsky S-64 Skycrane – ciężki dwusilnikowy dźwig latający zaprojektowany przez Sikorsky Aircraft Corporation dla Armii Stanów Zjednoczonych. Był on produkowany w wersji wojskowej jako CH-54 Tarhe i cywilnej jako Sikorsky S-64, a później (aż do dzisiaj), na licencji przez amerykańsko-kanadyjskie konsorcjum Erickson Air-Crane jako Erickson S-64. Nazwa "Tarhe", pochodzi od imienia osiemnastowiecznego wodza indiańskiego plemienia Wyandot. Przydomek cywilnej wersji "Skycrane" oznacza w tłumaczeniu "podniebny dźwig".

## Historia

### Sikorsky
Sikorsky S-64 został zaprojektowany jako rozszerzona wersja prototypu śmigłowca Sikorsky S-60. S-64 wyposażony jest w sześciopłatowy wirnik, a napęd stanowią dwa silniki turbinowe Pratt & Whitney. Prototyp S-64 pierwszy raz wzniósł się w powietrze 9 maja 1962, a następnie dwa egzemplarze testowane były przez niemieckie siły zbrojne. Choć ostatecznie Niemcy nie złożyły zamówienia, Armia Stanów Zjednoczonych postanowiła nabyć na początek sześć śmigłowców S-64A (z oznaczeniem YCH-54A Tarhe). Siedem wersji S-64E zostało zaprojektowanych na rynek cywilny.

### Erickson
W roku 1992 licencję na śmigłowiec S-64E nabyła specjalnie w tym celu utworzona firma Erickson Air-Crane. 
Od tego czasu jest ona producentem i największym na świecie użytkownikiem S-64. W czasie produkcji Erickson Air-Crane dokonała aż 1359 zmian w konstrukcji kadłuba i oprzyrządowaniu, co jednak związane było bardziej z modernizacją helikoptera, niż odniosło realny wpływ na jego możliwości. Największą jednak modyfikacją jakiej dokonał nowy producent było stworzenie możliwości doczepienia zbiornika wody lub substancji gaśniczych o pojemności 10.000 litrów, co sprawiło, iż S-64 perfekcyjnie sprawdza się w gaszeniu pożarów. 
Flota Erickson Air-Crane dzierżawiona jest na krótszy bądź dłuższy czas setkom firm, organizacji humanitarnych i instytucji państwowych na całym świecie, gdzie  S-64 biorą udział w największych budowach, akcjach humanitarnych, czy działaniach ratowniczo-gaśniczych.
Obecnie w produkcji znajduje się najnowsza wersja S-64F. Ericsson Air-Crane zajmuje się również modernizacją starszych wersji wojskowych CH-54 i S-64.
Każdemu wyprodukowanemu egzemplarzowi S-64 nadawane jest imię. Najszerzej znany jest S-64 "Elvis", używany między innymi w walce z pożarami w Australii. Tego typu przydomki otrzymują również maszyny eksploatowane przez inne firmy, takie jak Siller Brothers. Erickson S-64E nazwany "Olga" został wykorzystany do montażu górnej części CN Tower w Toronto.

## Wersje

### Sikorsky
- S-64 – pierwszy prototyp do prób w locie.
- YCH-54A/S-64A - seria prototypowa, obejmująca 6 egzemplarzy.
- CH-54A – pierwsza wersja wojskowa, z silnikiem turbinowym  T-73-P1 o mocy 3 400 kW, wyprodukowano 54 sztuk.
- CH-54B - cięższa wersja CH-54A, z silnikiem T-73-P700 o mocy 3 600 kW i dwupłatowym śmigłem, zbudowano 29 sztuk.
- S-64E – pierwsza wersja cywilna, 6 unowocześnionych przez Sikorskiego S-64A, 1 nowy wyprodukowany przez Erickson AirCrane.

### Erickson
- S-64E - powstał jeden egzemplarz.
- S-64F - obecnie produkowana wersja z dwoma silnikami Pratt & Whitney JFTD12-5A.